# Marianne Cedervall

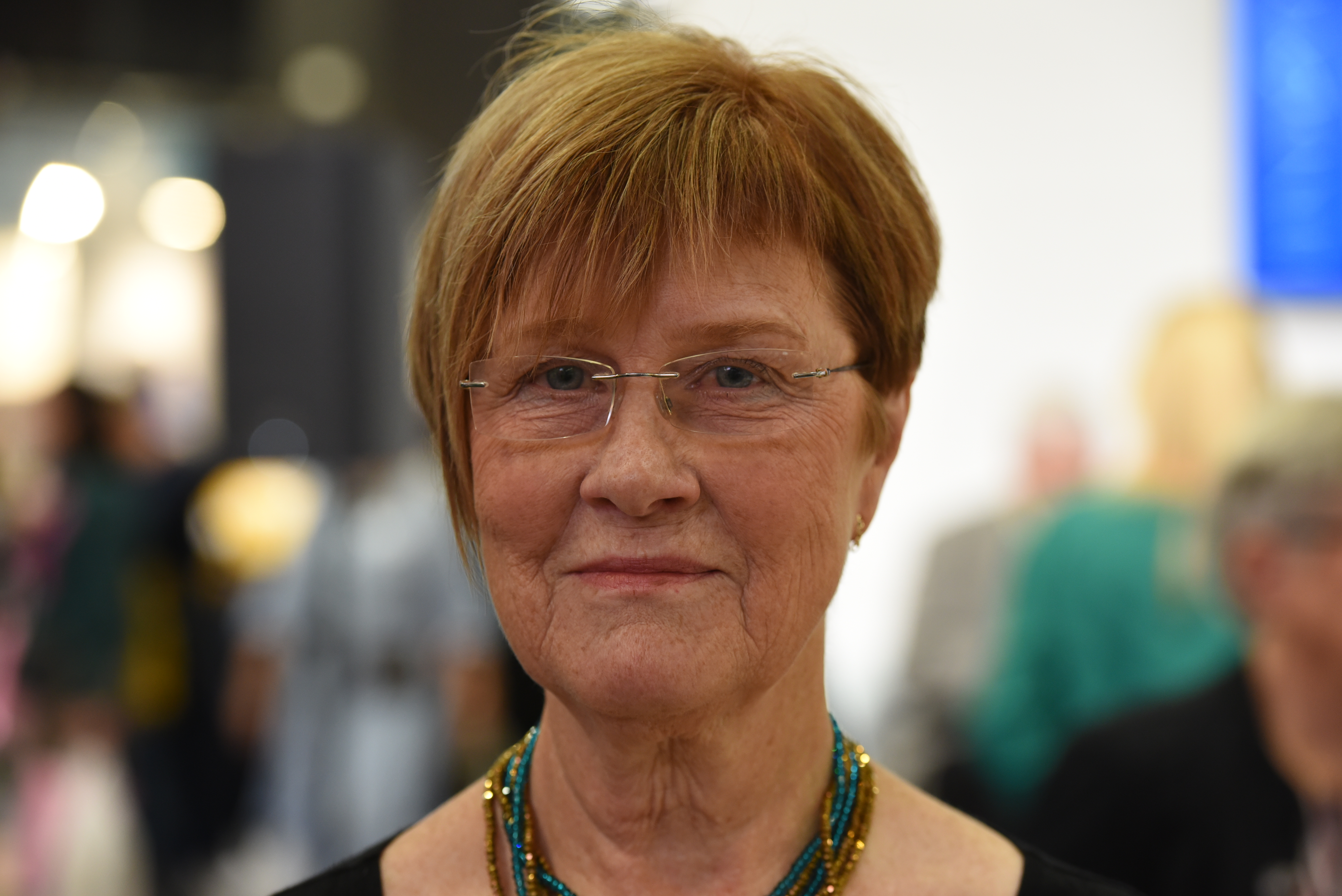
Marianne Cedervall

Marianne Cedervall (* 20. Februar 1949 in Halla socken auf Gotland) ist eine schwedische Schriftstellerin.

## Leben und Werk
Cedervall ist Gymnasiallehrerin für Schwedisch und Englisch.
Sie lebt in Västerås im Südosten Schwedens und arbeitet als Rechtsberaterin für die schwedische Kirche. Seit 2009 veröffentlicht sie Krimis und andere Romane. Großen Erfolg hat sie mit der Krimi-Reihe um Anki-Karlsson, der schwedischen Miss Marple.
Mehrere der Bücher wurden ins Deutsche, Norwegische und Finnische übersetzt.

## Bücher
- Mit besten Wünschen (Svinhugg). Knaur TB 2010. ISBN 978-3-42650491-8.
- Schöne Bescherung (Svartvintern). Kaur TB 2011. ISBN 978-3-42650851-0.
- Mord auf der Insel: Ein Gotland-Krimi (Av Skuggor Märkt). Piper Taschenbuch 2017. ISBN 978-3-49231179-3.
- Trüffeltod: Ein Gotland-Krimi (Låt det som varit vila). Pendo Verlag 2017. ISBN 978-3-86612441-7.
- Das vergessene Haus: Ein Gotland-Krimi (Dit solen aldrig når). Pendo Verlag 2019. ISBN 978-3-86612460-8.
- Schwedische Familienbande (Dö för vart syndiga släkte). DuMont Buchverlag GmbH & Co. KG 2021. ISBN 978-3-83216588-8.
- Schwedische Schwestern (Fri Fran Skulden). DuMont Buchverlag GmbH & Co. KG 2023. ISBN 978-3-83216714-1.
- Schwedische Bekenntnisse (Himmel och jord må brinna). DuMont Buchverlag GmbH & Co. KG 2024. ISBN 978-3-75580022-4.